# Pentax K-m
Pentax K-m (в США и Канаде имеет обозначение Pentax K2000) — компактная любительская зеркальная камера компании Hoya под торговой маркой Pentax. Камера оснащена 10 — мегапиксельной CCD-матрицей Sony. В фотоаппарате применена механическая система удаления пыли с матрицы «Dust removal» (быстрое перемещение матрицы с помощью электромагнитов), SP-покрытие (на основе фторидов) на низкочастотном фильтре и обнаружение частиц пыли «Dust Alert». Как и в предыдущих моделях, стабилизация изображения осуществляется сдвигом матрицы, что делает её совместимой с любыми (в том числе и резьбовыми) объективами. Анонсирована в сентябре 2008 года. С 2009 года на сайте фирмы камера помечена как снятая с производства.

## Различные цветовые оформления
- Основная масса камер выпускается в чёрном исполнении.
- Выпущено 1000 экземпляров Pentax K-m в белом корпусе. В комплекте с ним идут объективы: белый smc Pentax DA L 18-55мм F3,5-5,6 AL и белый smc Pentax DA L 50-200мм F4-5,6 AL[2]
- Ограниченная партия K-m Crystal инкрустированных стразами Swarovski[3].
- Выпущено 1000 экземпляров Pentax K-m в оливковом корпусе. В комплекте с ним идёт объектив smc Pentax DA L 18-55мм F3,5-5,6 AL оливкового цвета[4]

## Наименование модели
Не следует путать цифровой фотоаппарат K-m с выпускавшейся с 1975 по 1977-й год механической плёночной моделью Pentax KM (обе буквы заглавные, дефис отсутствует).

## Основные отличия от моделиK200D
- Уменьшены габариты и вес корпуса камеры. Вес только камеры 525 г.
- Отсутствует пылевлагозащищенный корпус (у K200D есть).
- Отсутствует ч/б монитор, аналогичное по конструкции колесо выбора режимов перенесено на другую сторону от видоискателя.
- Повышена скорость серийной съемки с 2,8 до 3,5 к/сек.
- Максимальная серия снимков в формате RAW может достигать 4 штук. В K200D — 5 штук.
- Ведущее число вспышки снижено с 13 до 11.
- Количество точек автофокуса снижено с 11 до 5.
- Добавлено несколько новых постфильтров и возможности первичной обработки готовых снимков.
- Добавлены новые режимы съемки (например, «ночной снимок»).
- Изменён формат отображения служебной информации в видоискателе.
- Отсутствует поддержка батарейного блока-ручки «D-BG3».
- Добавлена аппаратная кнопка «Помощь». Есть возможность настроить кнопку для установки, при съёмке, фильтра или формата (RAW, JPEG), а также для выбора режима пробного снимка.
- Включение режима пробного снимка убрано с переключателя ON/OFF, переключатель имеет только 2, а не 3 позиции.
- Отсутствует репетир диафрагмы.
- Удалена аппаратная кнопка «Green key» для быстрого перевода фотоаппарата в автоматический режим.
- Удалена аппаратная кнопка «Raw».
- Удалена аппаратная кнопка управления системой стабилизации (доступ через меню).
- Переименована аппаратная кнопка «AE-Lock» в «AF». Кнопка может управлять блокировкой фокуса или экспозиции по выбору фотографа.
- В меню добавлен греческий язык.

## Дополнительное снижение веса
Для дополнительного снижения веса камеры изготовитель выпустил 2 новых облегченных кит-объектива серии «DA L». Отличительные особенности:
- Замена металлического байонета на пластиковый[5];
- Отсутствие системы Quick-Shift Focus, позволяющей производить ручную фокусировку без дополнительных переключений;
- Отсутствие шкалы расстояний на фокусировочном кольце;
- Замена зелёного ободка на серебристый;
- Маркировка.

Вес короткофокусного «Pentax SMC DA L 18-55/3,5-5,6 AL» объектива снижен на 25 грамм по сравнению с «Pentax SMC DA 18-55/3,5-5,6 AL», и на 20 грамм по сравнению с «Pentax SMC DA 18-55/3,5-5,6 AL II».
Вес длиннофокусного «Pentax SMC DA L 50-200/4-5,6 ED» объектива снижен на 25 грамм по сравнению с «Pentax SMC DA 50-200/4-5,6 ED».